# 克罗港岛

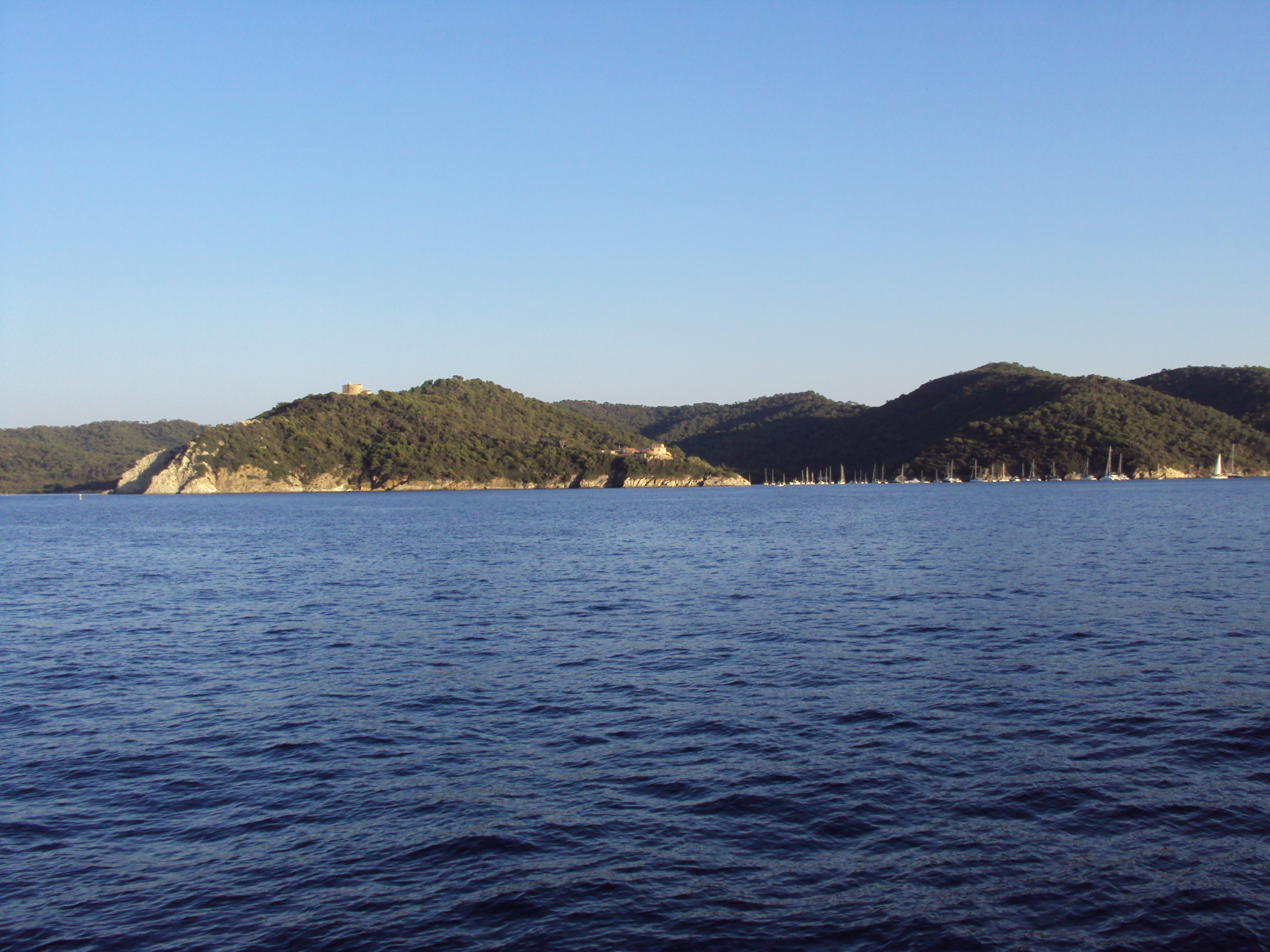
克罗港岛西岸

克罗港岛（法語：Île de Port-Cros，简称，法語發音：[pɔʁ kʁo]）是法國位於地中海的一座岛屿，是耶尔群岛的四座岛屿之一。克罗港岛在行政區劃上屬瓦爾省耶尔。現在克羅斯港被劃入克罗港岛国家公园。克羅港島上最高點海拔199米，面積650公頃。克罗港岛的歷史可以追溯至古希臘時期。二戰期間克罗港岛曾是一個激烈交戰地。